# Libera fame
Libera fame è il secondo album del gruppo Hardcore punk Affluente, pubblicato nel 2006.

## Tracce
1. Dentro me
2. Un'elegante bocca democratica
3. Piano anti-genesi
4. News management
5. L'insieme formale del vissuto
6. Libera fame
7. Segnato a dito ovunque
8. Privatizzazione sella guerra
9. Pratiche dell'artificio
10. Spettacolo del buon governo
11. La sovranità del riso
12. Stato di guerra permanente
13. Morte in arrivo
14. La totalità del niente
15. Insieme